# 思州安抚司
思州安抚司，元朝至元年间改思州置，治所在水特姜长官司（今贵州省思南县）。辖境相当今贵州省乌江流域以西大娄山以东以北地区。后废。